# Nuptse
Nuptse eller Nubtse, ནུབ་རྩེ། नुबचे (sherpa), Nub rtse) är ett berg i Khumbu-regioneni bergskedjan Mahalangur Himal. Nuptse är beläget i Solukhumbu-distriktet,  i Nepal. Toppen ligger på 7 861 meter över havet och två kilometer västsydväst om Mount Everest.

## Beskrivning
Nup-tse är tibetanska och betyder “västra toppen” och är en beskrivning av läget i Lhotse-Nuptse-massivet. Huvuddelen av massivet, som är skilt från Lhotse av en 7556 meter hög sadel, har sju toppar och går i västnordvästlig riktning fram till ett stup som faller drygt 2300 meter ner till Khumbu-glaciären.
De sju namngivna topparna vid Nuptse:
Nuptse I – 7861 m ö.h.
Nuptse II – 7827 m ö.h.
Nuptse Shar I – 7804 m ö.h.
Nuptse Nup I – 7784 m ö.h.
Nuptse Shar II – 7776 m ö.h.
Nuptse Nup II – 7742 m ö.h.
Nuptse Shar III – 7695 m ö.h.
Närmast Nuptses sju toppar befinner sig Chukhung, Mount Everest, Lhotse, Chukhung Ri, Kongma Tse och Khumbutse, med stigande avstånd. Avståndet till Mount Everest är ungefär 2 km.
Från väster och söder är Nuptse ett brant och imponerande berg. Men från norr och öster är den mindre imponerade och har en primärfaktor på endast 319 meter. Den är därför trots sin höjd över havet inte rankat bland de högsta bergen.
Berget är avrinningsområde till Ganges och därigenom till Bengaliska viken.

## Klättringshistorik
Att bestiga Nuptse är väldigt riskabelt på grund av den stora mängden lös snö med många håligheter och stora överhäng. Detta medför ett hinder för säker klättringen eftersom snö inte är stabil nog. 
Huvudtoppen, Nuptse I besteg först av en expedition som leddes av Joe Walmsley. Dennis Davis och Tashi Sherpa nådde toppen den 16 maj 1961 och dagen efter också expeditionsmedlemmarna Chris Bonington, Les Brown, James Swallow och Pemba Sherpa. Den väg de valde kallas Scott-rutten. Efter den första bestigningen har den klättrats endast två gånger mellan 1961 och 1996.
I slutet av 1990-talet väcktes åter intresse för att klättra Nuptse. Valda rutter har då varit västra, södra och norra väggen.
2013 besteg den brittiske klättraren Kenton Cool Nuptse som en del i "Triple Crown" eller "Everest-trilogin", Mount Everest, Lhotste och Nuptse under en och samma säsong.
Den 30 april 2017 omkom den schweiziske bergsklättraren Ueli Steck vid en olycka medan han acklimatiserade sig vid norra väggen av Nuptse.